# Roi Mata

Mapa do Domínio de Roi Mata

Roi Mata foi um poderoso chefe melanésio onde hoje é Vanuatu. Sua tumba elaborada, que contem os corpos de mais de 25 membros de sua corte, foi descoberta pelo arqueólogo francês Jose Garranger em 1967.
De acordo com a lenda, quando Roi Mata conquistou a terra, seu primeiro objetivo foi unificar as tribos. Seu reino teve a reputação de ser pacífico. Infelizmente Roi Mata envenenado e morto por seu irmão, mas seu corpo não foi enterrado em sua terra natal pois os locais temiam seu espírito. Até hoje em dia, Roi Mata é um nome que não pode ser pronunciado.

## UNESCO
A UNESCO inscreveu o Domínio do Chefe Roi Mata nas ilhas de Efate, Lelepa e Eretoka como Patrimônio Mundial por "ser extremamente associado à tradição oral do chefe e de seus valores morais. O local reflete a convergência entre a tradição oral e a arqueologia testemunha a persistência das reformas e resolução de conflitos de Roi Mata, ainda relevantes ao povo da região"

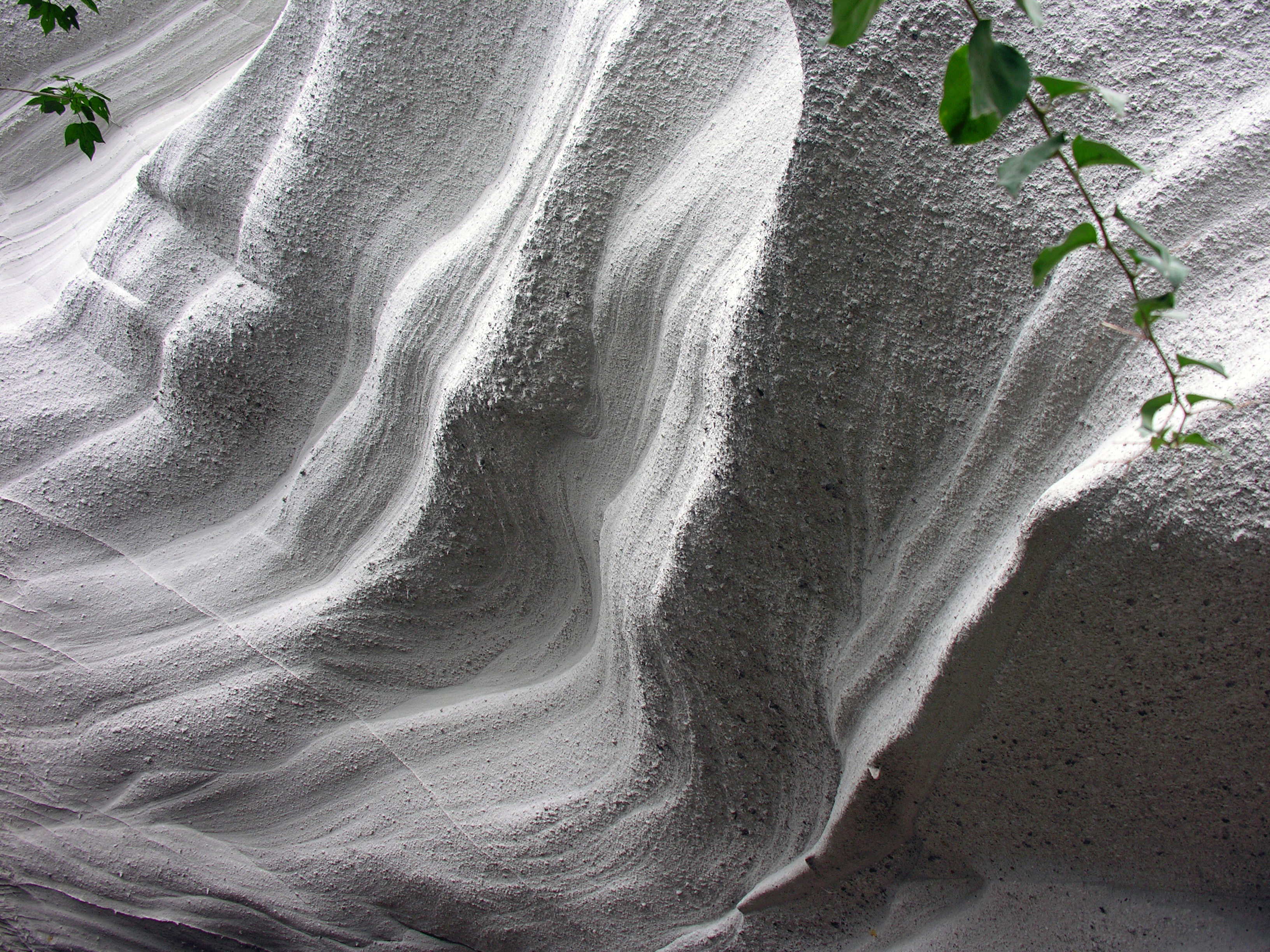
Falésias em Lelepa
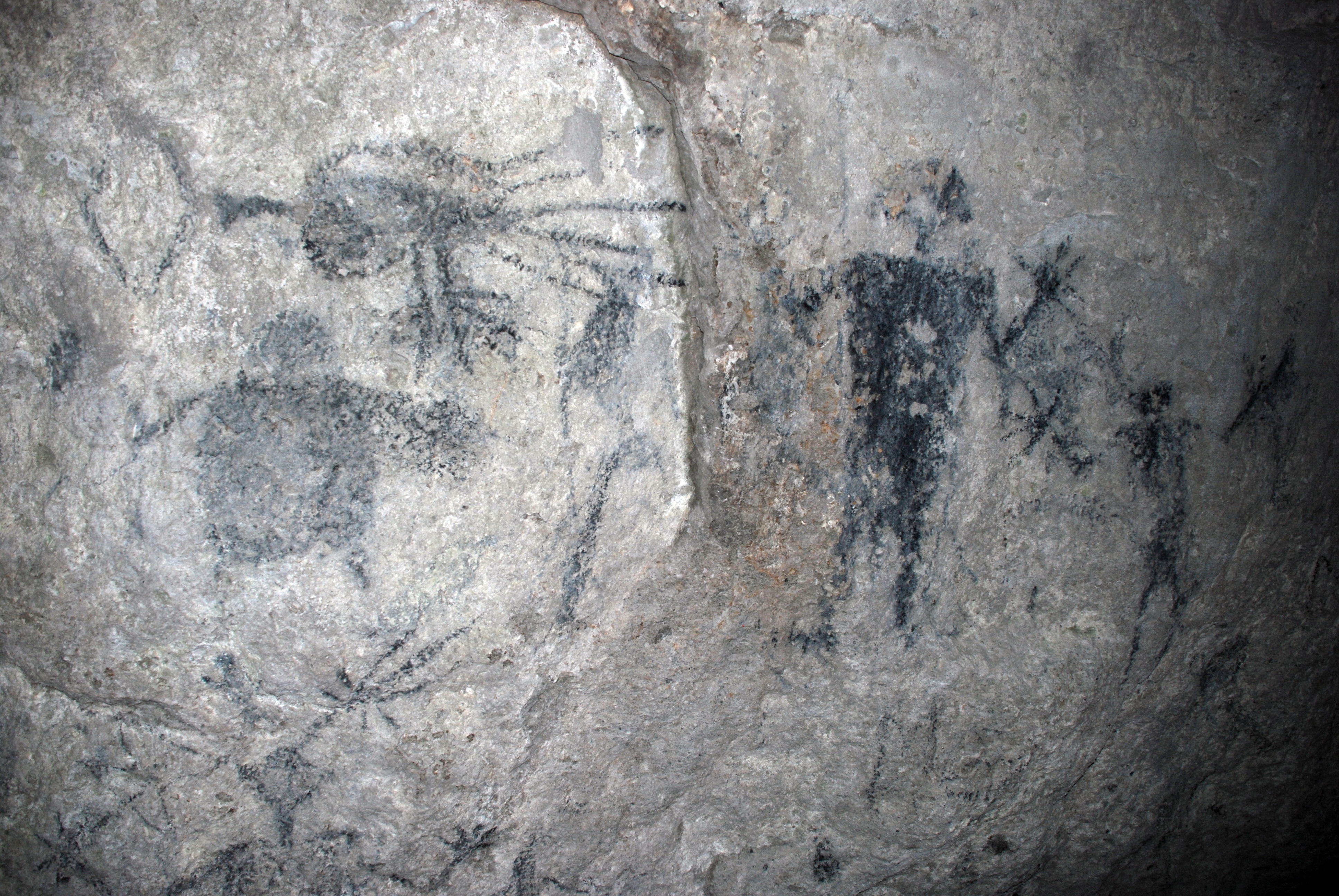
Desenho na caverna de Fels em Lelepa
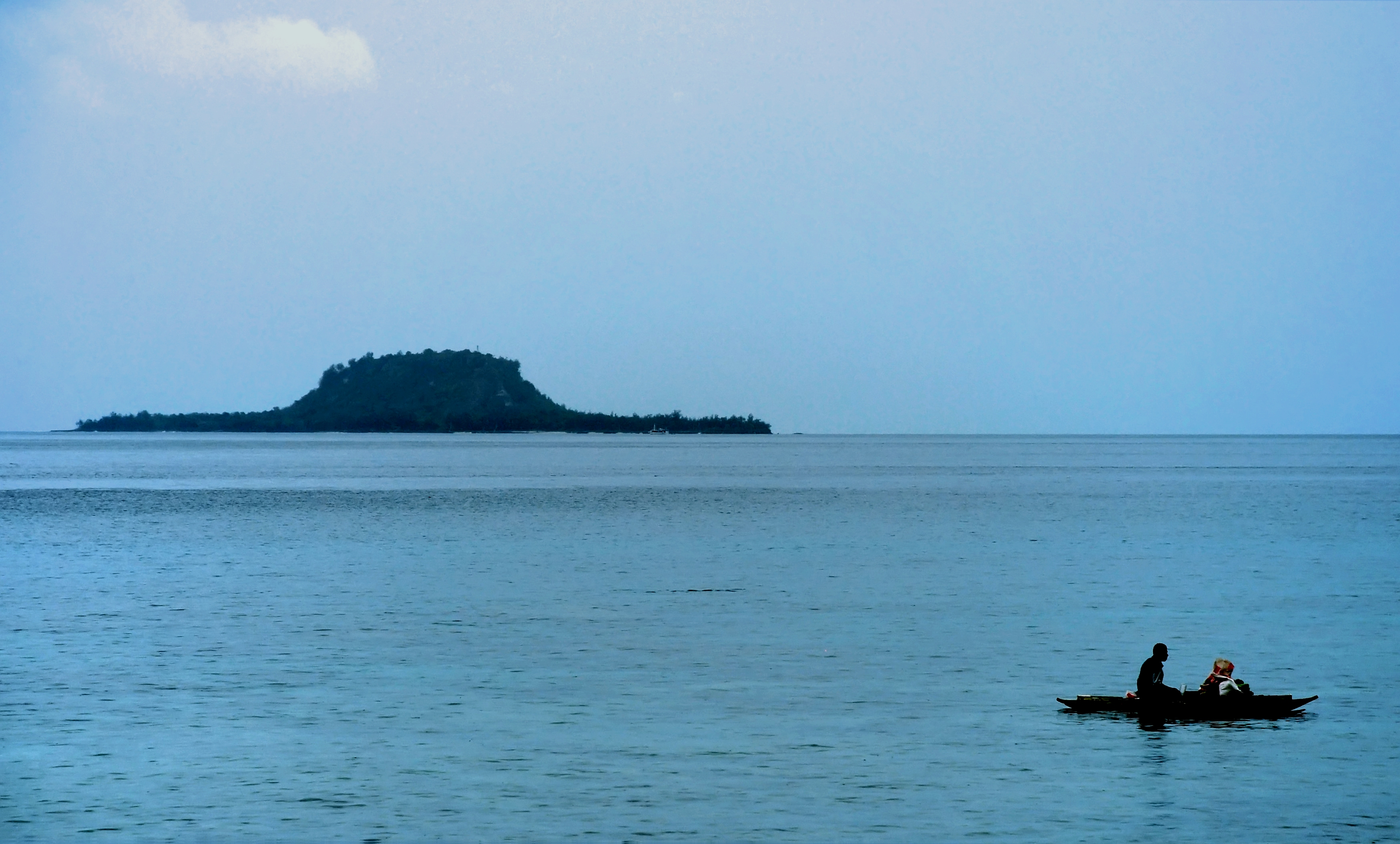
Hat Island em Eretoka